# Okopy (Podlachië)
Okopy is een plaats in het Poolse district  Sokólski, woiwodschap Podlachië. De plaats maakt deel uit van de gemeente Suchowola en telt 89 inwoners.

## Geboren in Okopy
- Jerzy Popiełuszko (1947-1984) een katholiek priester en martelaar die geassocieerd werd met de Poolse vakbond Solidarność.